# Kråkfåglar
Kråkfåglar (Corvidae), stundom även korpfåglar, är en familj med fåglar inom ordningen tättingar. Familjen består av drygt 120 arter, varav mer än en tredjedel i släktet Corvus med kajor, kråkor och korpar. Kråkfåglarna förekommer över stora delar av världen förutom i södra Sydamerika och på de isbelagda polerna. I Australasien förekommer det dock färre än tio arter. De flesta arter inom familjen är sociala fåglar och flera har i tester uppvisat hög intelligens. Kråkfåglar är medelstora till stora tättingar med kraftiga fötter och näbb, och de ruggar bara en gång per år, till skillnad från merparten tättingar som ruggar två gånger per år. Kråkfåglarna spelar en viktig roll i flera myter och religioner samt inom folktro.

## Ursprung och utbredning
Kråkfåglarna härstammar förmodligen från Australien när kontinenten var mer isolerad än den är idag. När kontinenten närmade sig Eurasien för mellan 20 och 30 miljoner år sedan koloniserade dessa fåglar Asien och en i sammanhanget snabb evolutionär förändring skedde sedan när de fortsatte sin kolonisering av Europa och Amerika. Kråkfåglar förekommer över hela världen förutom i södra Sydamerika och platser nära polerna.

### Förekomst i Sverige

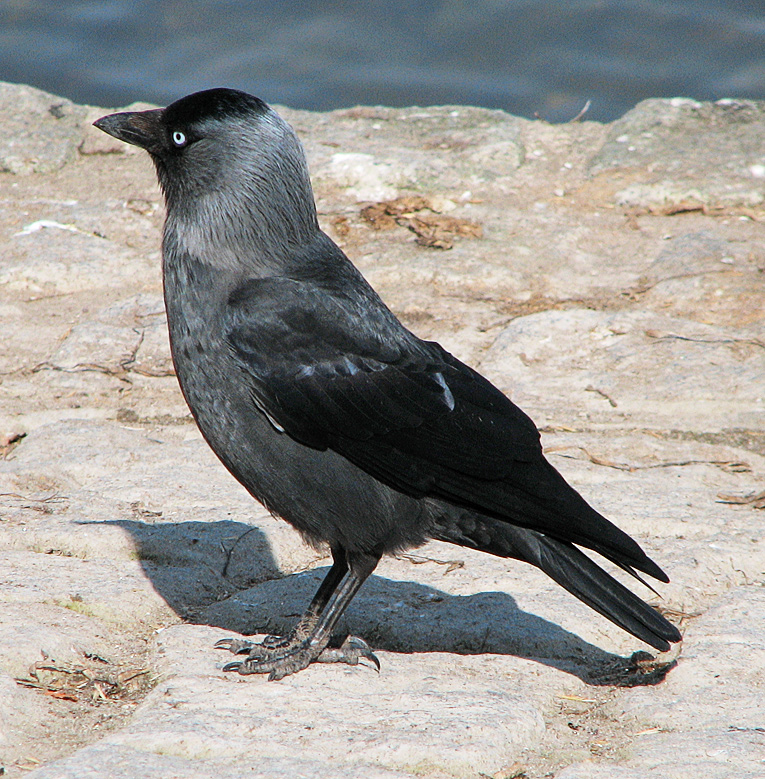
Kajan är en vanlig och välkänd fågel i Sverige.

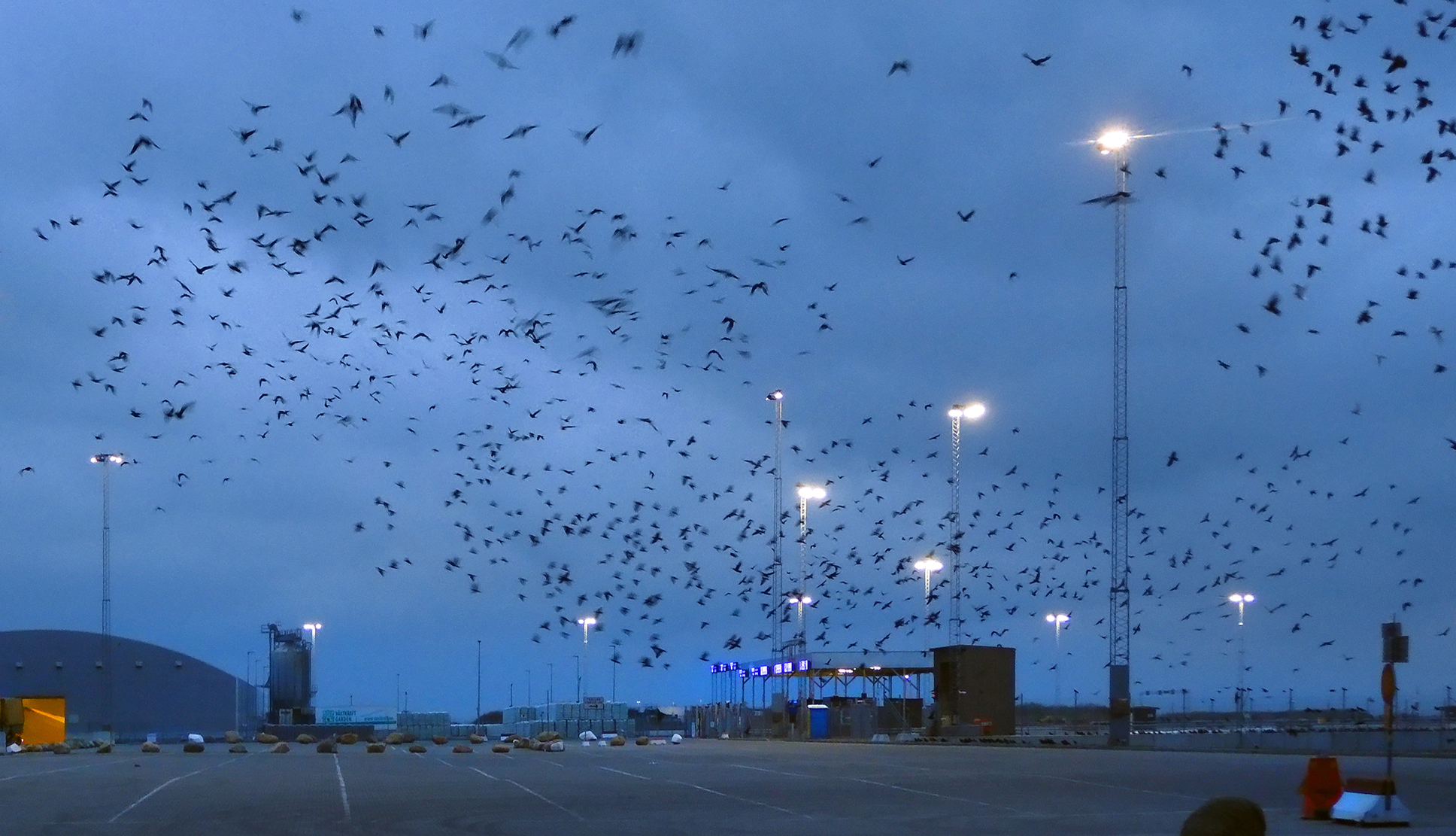
Kaja och råka svärmar ofta i stora flockar innan nattkvist

Det häckar åtta arter av kråkfågel i Sverige. Förutom kråka är det främst den mindre nästan helsvarta kajan, den svartvita skatan och den stora korpen som är Sveriges mest välkända kråkfåglar. Råkan är vanlig i Skåne och i vissa andra jordbrukslandskap. Övriga arter som häckar i Sverige är nötskrika, lavskrika och den ganska sällsynta nötkråkan. Svartkråkan, som vissa auktoriteter kategoriserar som en egen art, är ovanlig i Sverige och uppträder mest i södra Sverige. I övrigt finns det ett fynd av klippkaja.

## Utseende
Fjäderdräkten hos många kråkfåglarna domineras av svart med inslag av vitt, grått, brunt, grönt och blått, men det finns även arter där andra färger dominerar och som har inslag av gult och rött. Av familjens cirka 120 arter är bara 45 helsvarta. Kråkfåglarna varierar i storlek mellan 15 och 65 cm. Familjens främsta anatomiska kännetecken är att hakvinkeln sträcker sig framför näsborrarna. Fötter och näbb är kraftiga och vingarna medelstora eller något större, dock inte mer än fem till sex gånger tarsens längd. Dessa fåglar går vanligtvis säkert och gravitetiskt, och nickar med huvudet för varje steg. Vanligtvis är kråkfåglarna ganska dåliga sångare, och utmärker sig genom starka, kraxande läten. Vissa arter kan man lära att härma ord, toner med mera. Speciellt korpen är omtalad, ända sedan antiken, för sin förmåga att härma mänskligt tal.

## Ekologi

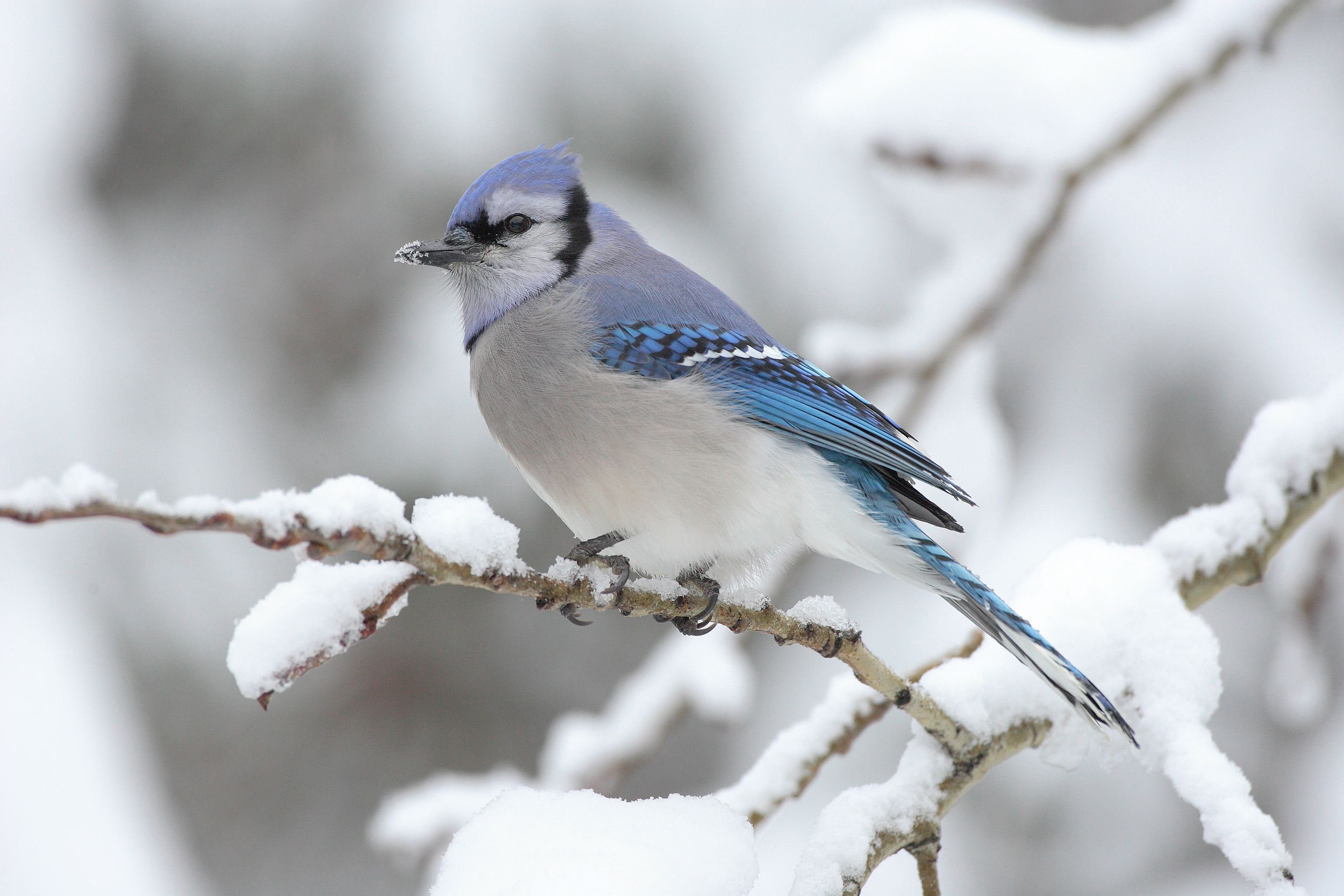
Blåskrika (Cyanocitta cristata) som återfinns i Nordamerika.

Ofta häckar kråkfåglar kolonivis. Boet placeras aldrig på marken, utan i träd, på klippor, hus, murar och liknande. Vanligen läggs 2-8 ägg som ruvas i 16-22 dagar. De flesta arter är sociala och lever, med undantag för häckningstiden, tillsammans i stora, slutna flockar. De är vanligen allätare och plundrar bon på ägg och ungar. Flera arter, exempelvis nötkråka, nötskrika och lavskrika, hamstrar föda inför vintern. Kråkfåglar anses tillhöra de intelligentare djuren och de har stor inlärningsförmåga och minne. Bland annat har kråkor i staden Sendei i Japan lärt sig att öppna hårda nötter genom att låta bilar köra över dem vid övergångsställen. När det sedan blir rött ljus för bilarna plockar fåglarna upp maten. Det är också en av få fågelgrupper som verkar utföra saker utan någon särskild anledning, som om de lekte. Vissa arter är lätta att hålla i fångenskap och kan bli mycket tama. Se även Fåglars intelligens.

## Kråkfåglar och människan
Hos en bredare allmänheten är kråkfåglar ofta en ganska välbekant grupp med fåglar, även om de oftast mest förknippas med ett fåtal arter, främst de helsvarta eller svartgråa arterna som korp, tjocknäbbad korp, australisk korp, torreskråka, svartkråka, huskråka, amerikansk kråka, stornäbbad kråka och svartvit kråka, som alla upptar ungefär samma ekologiska nisch i sina respektive regioner, och även liknande kulturella betydelse. Även andra kråkfåglar som inte alls upptar samma ekologiska nisch, exempelvis råka och kaja har ända fått liknande associationer och beskrivits på samma sätt. Andra arter, med annat utseende, som  många skrikor, exempelvis blåskrika eller skator, har istället kopplats till positiva företeelser. Flera kråkfåglar är kulturföljare och förekommer ofta i närheten av människan, ibland i mycket stort antal, både på landsbygden och i större städer. Korpen, som förekommer över hela norra halvklotet nästan så långt söderut som till ekvatorn, kan vara den fågelart som gjort allra störst kulturellt avtryck, och detta påverkar ofta även bilden av andra helsvarta kråkfåglar.

### Folktro, religion och myter
Kråkfåglar har spelat en viktig roll som tur- och oturssymboler i många kulturer. Inte sällan förknippades de svarta arterna med död och ondska, och beskrivs som både otäcka, våldsamma, ondskefulla, eller till och med Satans fågel. Kopplingen till döden beror främst på att flera arter dras till proteinrika kadaver, och då även till avrättningsplatser eller slagfält med lik. Men även deras mörka fjäderdräkt spelade roll. Svart var en färg som inom exempelvis kristendomen förknippades med död och omoral. Det finns beskrivningar av hur korpen var häxornas följeslagare, eller följde den kloka gubben eller gumman i graven och var nära förbunden med trolldom och djävulstyg.     
Inom asatron följdes guden Oden av de två korparna Hugin och Munin. Dessa båda fåglar flög jorden runt och berättade för Oden vad de sett och hört. Hugin var den smarta och Munin den som mindes allt. Sigurd Fafnesbanes dotter Aslög fick enligt legenden namnet Kraka eller Kråka efter att hon omhändertagits av Åke och Grima.
I Skandinavien ska korpavföring ha använts mot tandvärk, omslag av kråkkött mot feber och kråkfett mot frostsår. Och en bössa smord med korpblod ansågs ha större träffsäkerhet.

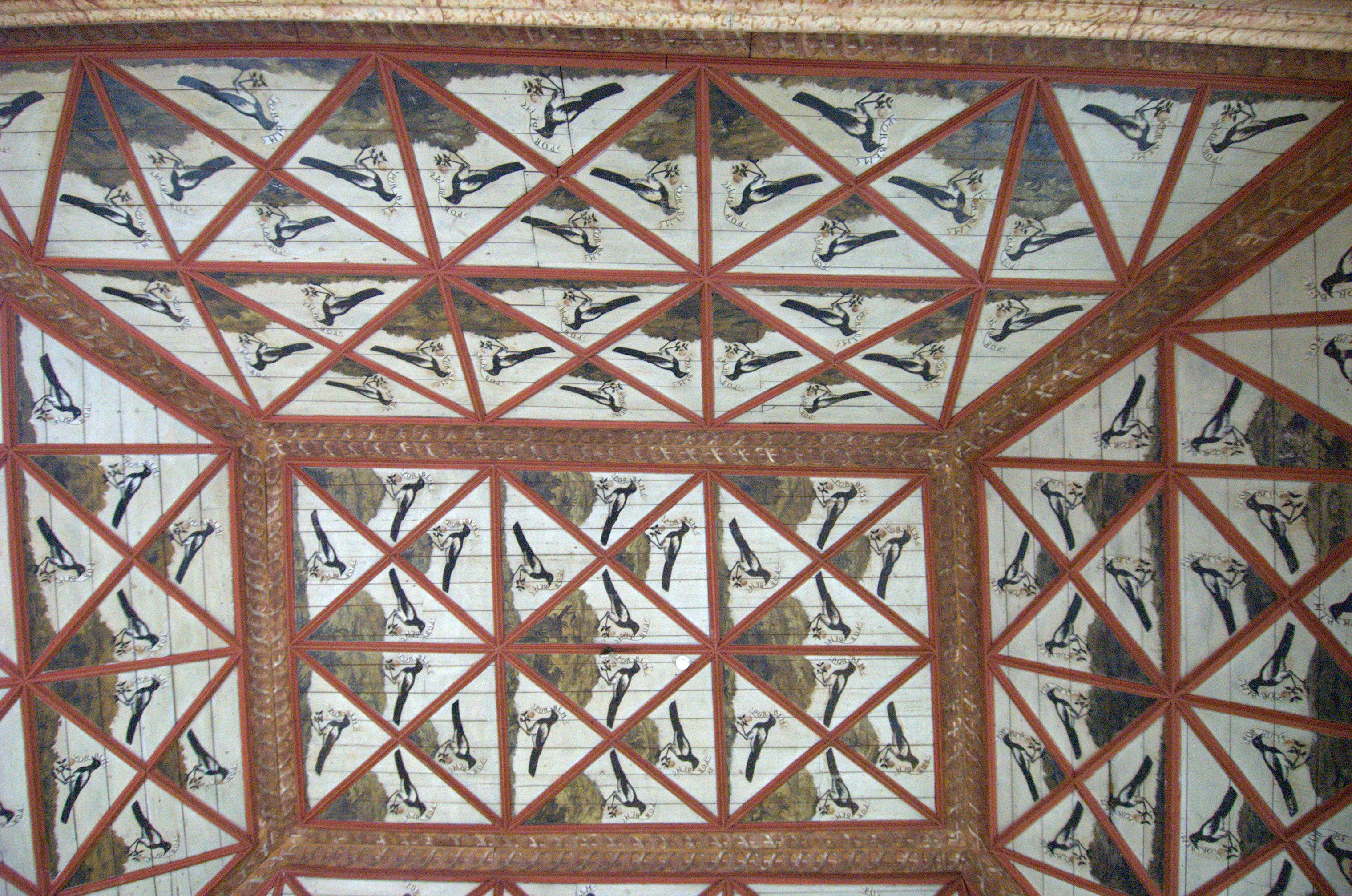
Takmålning i Palácio Nacional i Sintra, Portugal med 136 skator, från 1400-talet.

I Kina associeras skator med lycka och fertilitet och olika sorters avbildningar av skator förekommer ofta i bröllopssammanhang, såväl som vid födslar. Skatan har även kopplats till romantik och sexualitet i västliga kultursfären, ofta av en ambivalent karaktär. Ett exempel är en takmålning i Sala das Pega (skatrummet) i Palácio Nacional i Sintra, Portugal från 1400-talet där inte mindre än 136 skator är avbildade. Varje skata bär en vit ros i näbben där det också står Por Bem (Det var lika bra). Historien berättar att Kung Johan I av Portugal blev påkommen av drottningen när han kysste en kammarjungfru. Sedan går historien isär. En variant förtäljer att det var kungen som lät måla taket, och att de 136 skatorna representerar de skvallrande hovtärnorna medan en annan förtäljer att det var drottningen som lät måla taket som en kommentar till kungens otrohet, som förmodligen inte var hans första. Portugisiskans "pega" betyder inte bara skata utan även prostituerad.
Något annat som skatan ofta associeras med är tjuvaktighet, vilket kommer av alla de berättelser om att skator attraheras av blanka, skinande föremål, något som är mycket omdiskuterat och inte lyckats bevisas i studier - vare sig i labbmiljö eller i naturen. Dock är det utan tvivel så att skator, och många andra kråkfåglar, är mycket nyfikna och att de kan undersöka och ta med sig alla möjliga föremål, men att de stora gömmorna med silverföremål och liknande som ska ha hittats i skatbon är en myt.
Andra vanliga myter om kråkfåglar är att de utgör ett hot mot andra djur, speciellt sångfåglar men även lamm och kalvar. Det första är något ofta skatan blir anklagad för - att den ska gå hårt åt sångfåglars ägg och ungar. Skatan tar ägg och ungar men studier visar att de inte har någon påverkan på sångfågelspopulationen. Det senare är något ofta korpen blir anklagad för. Främst berättas det att korpar i grupp attackerar mycket unga lamm eller kalvar och hackar ut dess ögon. Beteendet har aldrig dokumenterats och förklaras ofta med att korpar söker upp kadaver och inte sällan hackar ut ögonen, men det handlar då om redan döda djur. Huruvida det förekommer att korpar också dödar ungdjur är oklart. Kråkfåglar har också anklagats för att sprida smittor, både till människor och tamdjur. I många fall har det byggt på myter men ett antal arter av kråkfåglar har exempelvis dokumenterats med fågelinfluensa, exempelvis av typen H5N1.

### Som husdjur
Flera kråkfåglar har varit uppskattade som husdjur och burfåglar, speciellt korpen som hållits som sällskapsdjur sedan i varje fall antiken, främst för sina individuella personligheter och förmåga att härma tal. Den romerska retorikern Claudius Aelianus beskrev tidigt hur korpar kunde läras att härma mänskligt tal. Kejsar Augustus ska ha blivit så förtjust i en korp (eller kråka) som kunde säga ave Caesar victor imperator (Hell Caesar, segerrike general) att han betalade 20 000 sestertier.

### Inom kulturen

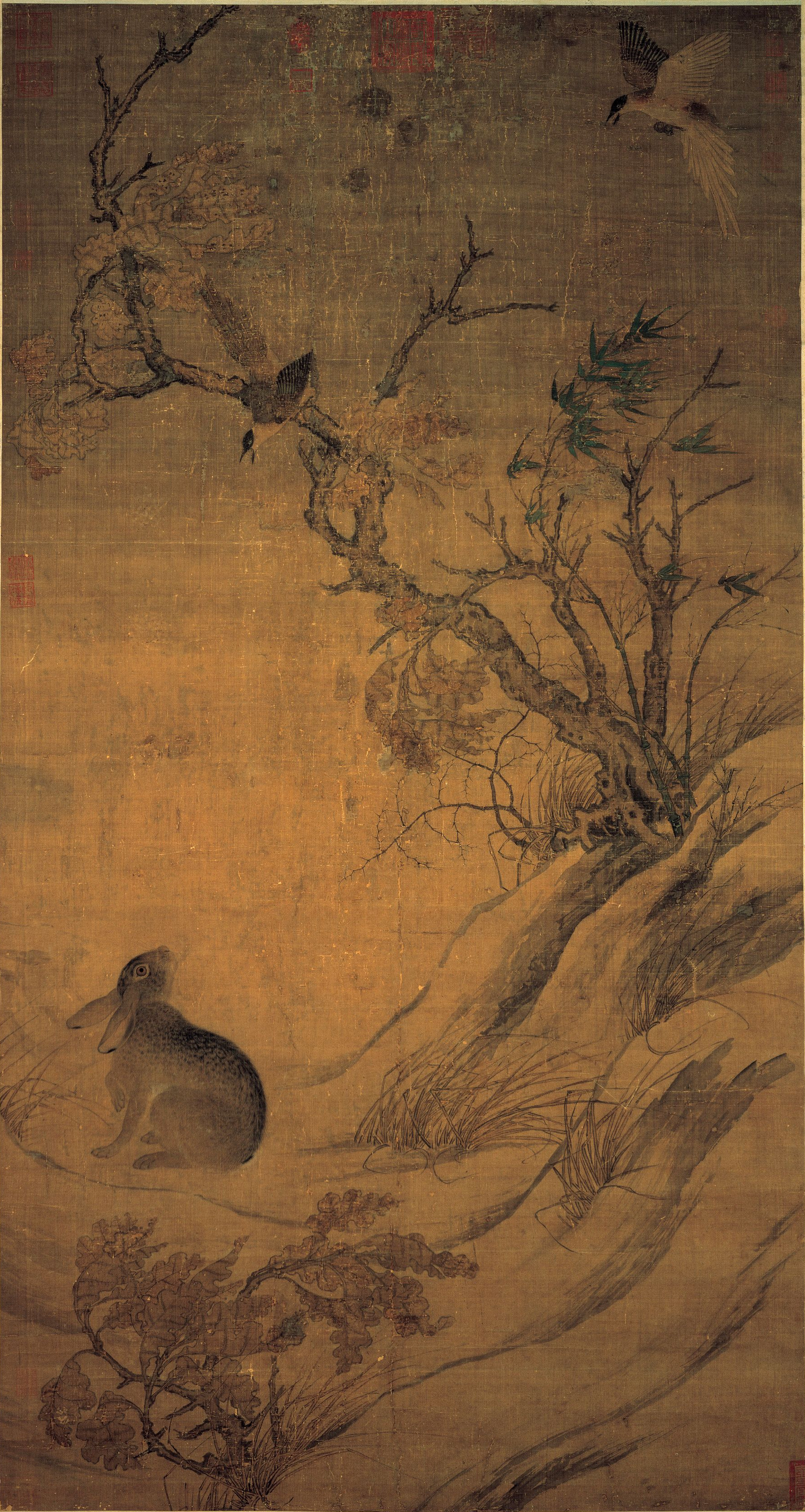
Shauangxi tu, ofta kallad Skator och hare, från år 1061, av den kinesiske konstnären Cui Bai.

Ett av de äldsta kinesiska konstverk som finns kvar är den kinesiske konstnären Cui Bais målning Shauangxi tu, ofta kallad Hare och skator, från år 1061. Verket föreställer två blåskator som mobbar en hare. Den kinesiska verkstiteln Shauangxi tu är dubbeltydig och kan både betyda Två skator och Dubbel lycka.

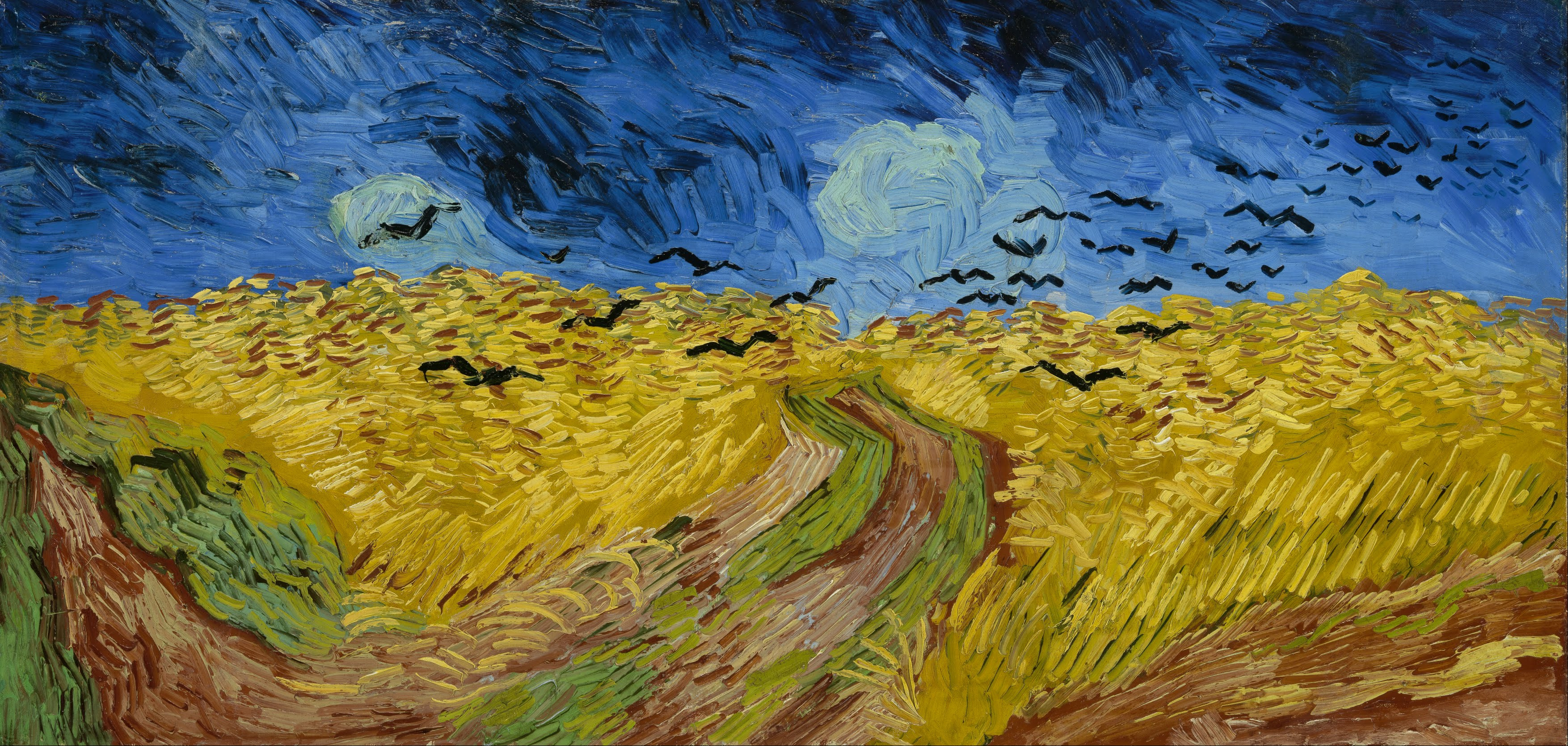
Vincent van Goghs Champ de blé aux corbeaux, var ett av konstnärens sista verk.

Konstnären Vincent van Goghs Champ de blé aux corbeaux (Vetefält med kråkor), juli 1890, är ett av hans mest välkända verk. Det har ofta beskrivits som hans sista innan han tog livet av sig och verket har ofta tolkats utifrån den uppfattningen. Detta baserar sig dock på en missuppfattning, och inte heller är det troligt att fåglarna som är avbildade är kråkor utan mycket troligare råkor, som brukar förekomma i stora flockar vid den här tiden på året, i den här typen av biotoper.
Ett annat känt konstverk som avbildar en kråkfågel är Pablo Picassos Femme avec un Corbeau, (Kvinna med korp), från 1904, som han gjorde i ett antal varianter, och som föreställer Marguerite Luc och hennes tama korp i vad som nästan ser ut som en kyss. Marguerite var styvdotter till ägaren av en populär krog på Montmartre där Picasso och hans konstnärskollegor brukade samlas. Här framstår visserligen korpen som något främmande och lite gotiskt, men istället för att representera död och ondska indikerar förekomsten av en tam korp på detta café snarare att djuret bland dessa människor sågs som en chic accessoar.

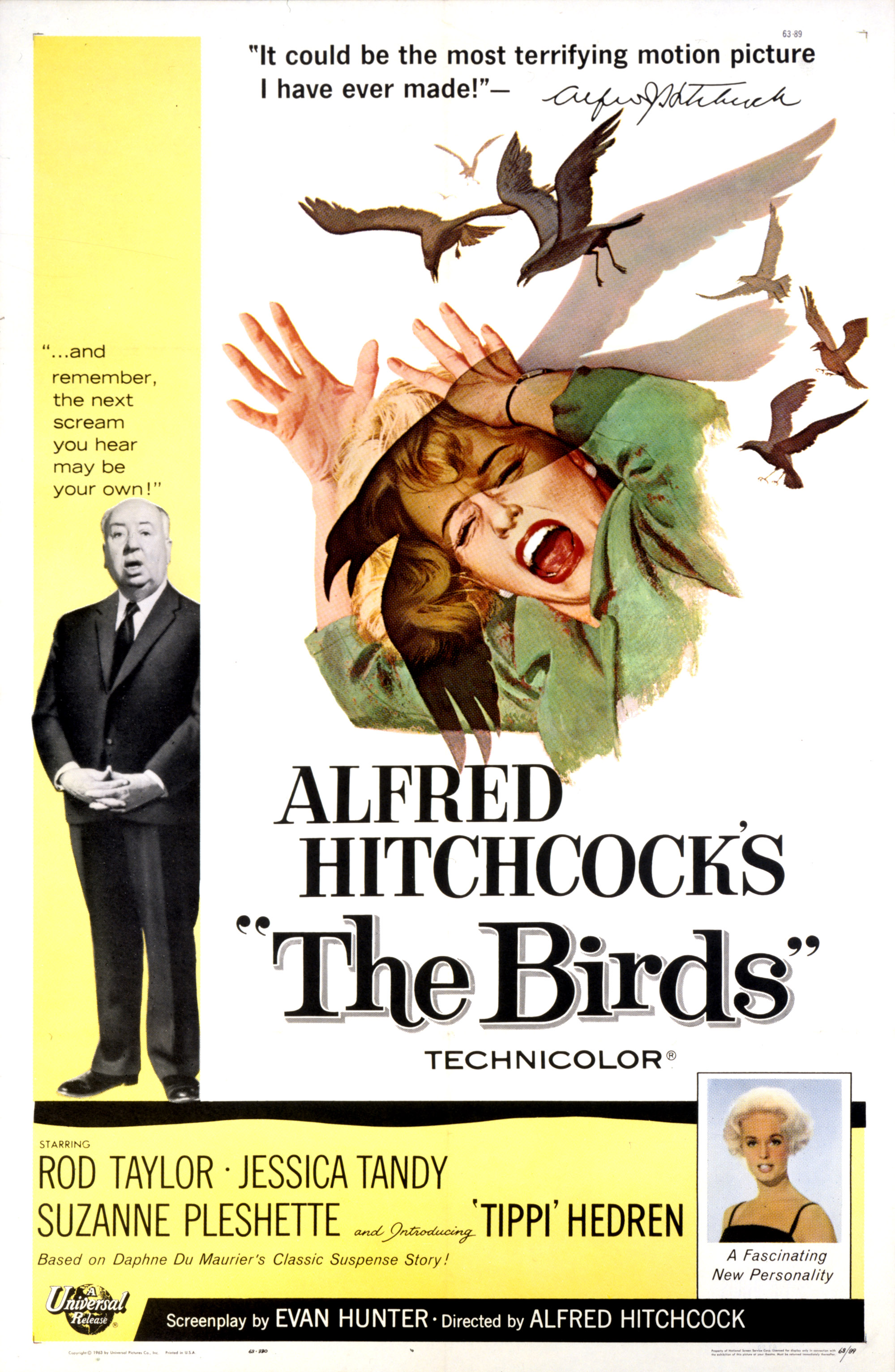
Affischen till Alfred Hitchcocks Fåglarna, 1963.

Människans rädsla och obehagskänslor inför de svarta kråkfåglarna har använts som en trop i litteratur, konst och film. Ett av de mest kända exemplen är Alfred Hitchcocks Fåglarna från 1963 där stora flockar med svarta kråkfåglar attackerar människorna i en liten stad. Filmen, tillsammans med det effektiva ljudspåret med inspelade och elektroniskt skapade kråkläten av kompositören Oskar Sala, har haft en sådan stark kulturell effekt att uttrycket "Det var som i Fåglarna" idag används som beskrivning när flockar med fåglar på något sätt skapar oro eller missnöje. Ett annat typiskt exempel på den ondskefulla kråkfågeln i filmsammanhang är att häxan i Disneys version av snövit har en svart kråka.

### Status och hot
Många arter har mycket stora utbredningsområden med mycket stora globala populationer, och ibland också mycket stora lokala populationer. Medan andra arter, som buskkråkan, endemisk för tre små områden på savannen i södra centrala Etiopien, har mycket små populationer och är utrotningshotade. Flera av de arter som är vanliga har på många platser jagats hårt, eftersom de anses utgöra ett hot, är obehagliga, smutsar ned, påstås sprida smittor etcetera. Exempelvis har korpen periodvis jagats hårt och varit lokalt utrotad på många håll, men har i och med fredning återkommit till gamla häckningsplatser. Ett exempel på hårt jakttryck skedde i den lilla staden Riverton i Wyoming som 2006 upplevde de tiotusentals övernattande amerikanska kråkor som så obehagliga att polis tilläts att hela nätter igenom skjuta rakt in i de sovande flockarna, vilket dödade tusentals fåglar. 1937 skedde något liknande i Texas när man med hjälp av 180 bomber dödade 70 000 kråkfåglar under två nätter och några år senare dödades 328 000 kråkfåglar med dynamit i Illinois. Kråkfåglar är den grupp fåglar som på många håll i världen har det minsta lagliga skyddet och får jagas i vilka antal som helst, året runt. På många håll i världen har staten under perioder givit skottpengar på flera arter, och markägare har varit tvingade att döda kråkfåglar. I Australien är det idag tvärtom, kontinentens fem arter är skyddade och får inte jagas utan specifikt tillstånd.

## Systematik
Idag räknar man med att det finns uppåt 140 arter av kråkfåglar. DNA-studier visar att familjen kan delas in i sex klader, var och en mellan 17 och 20 miljoner år gamla, här nedan kategoriserade som underfamiljer. Släktesindelning och artantal följer AviList.
- Pyrrhocoracinae
  - Pyrrhocorax – alpkråka och alpkaja
- Crypsirininae 
  - Crypsirina – två arter spatelstjärtsskator
  - Temnurus – taggstjärtsskata
  - Platysmurus – två arter svartskator
  - Dendrocitta – sju arter trädskator
- Cissinae
  - Cissa – fyra arter grönskator
  - Urocissa – fem arter blåskator
- Perisoreinae
  - Cyanopica – två arter blåskator
  - Perisoreus – tre arter lavskrikor
- Cyanocoracinae – amerikanska skrikor
  - Cyanolyca – nio arter
  - Gymnorhinus – tallskrika
  - Cyanocitta – två arter
  - Aphelocoma – sju arter
  - Cyanocorax – 19 arter
- Corvinae
  - Garrulus – tre arter nötskrikor
  - Zavattariornis – buskkråka
  - Pica – sju arter skator
  - Ptilostomus – piapiak
  - Podoces – fyra arter ökenskrikor
  - Nucifraga – fyra arter nötkråkor
  - Coloeus – två arter kajor
  - Corvus – ett 50-tal arter, varav fyra utdöda under holocen

### Arter som inte tillhör familjen
Tidigare klassificerades den tibetanska fågeln markhackaren (Pseudopodoces humilis) till familjen kråkfåglar, men genetiska undersökningar visar att denna fågel istället tillhör familjen mesar. Likaså är inte tofsskrikan (Platylophus galericulatus) en del av familjen kråkfåglar, även om flera taxonomiska auktoriteter fortfarande behandlar den som det. DNA-studier visar istället att den står nära törnskator och urskiljs som en egen familj, Platylophidae.

## Bildgalleri

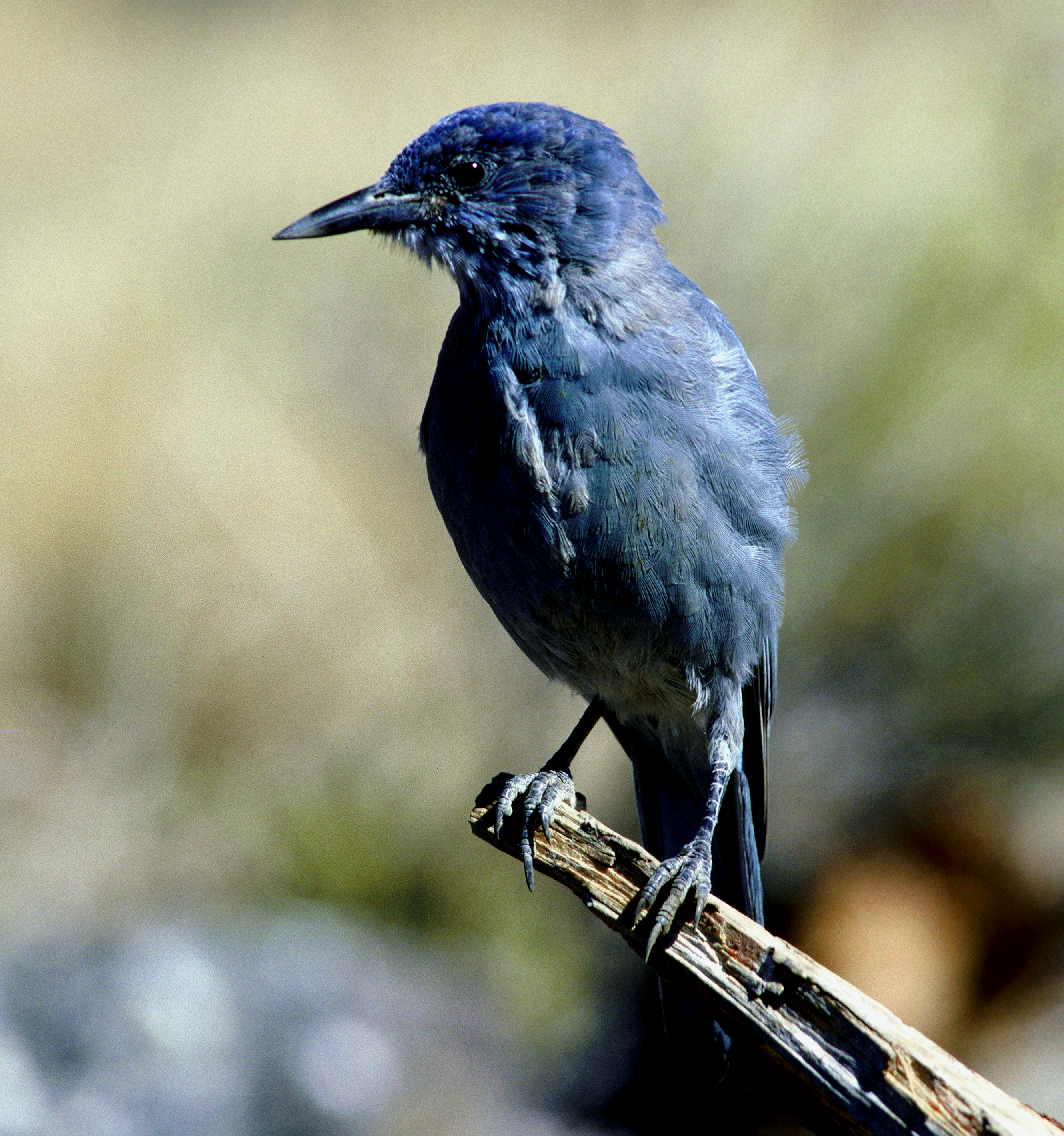
Tallskrika (Gymnorhinus cyanocephalus), Nordamerika.
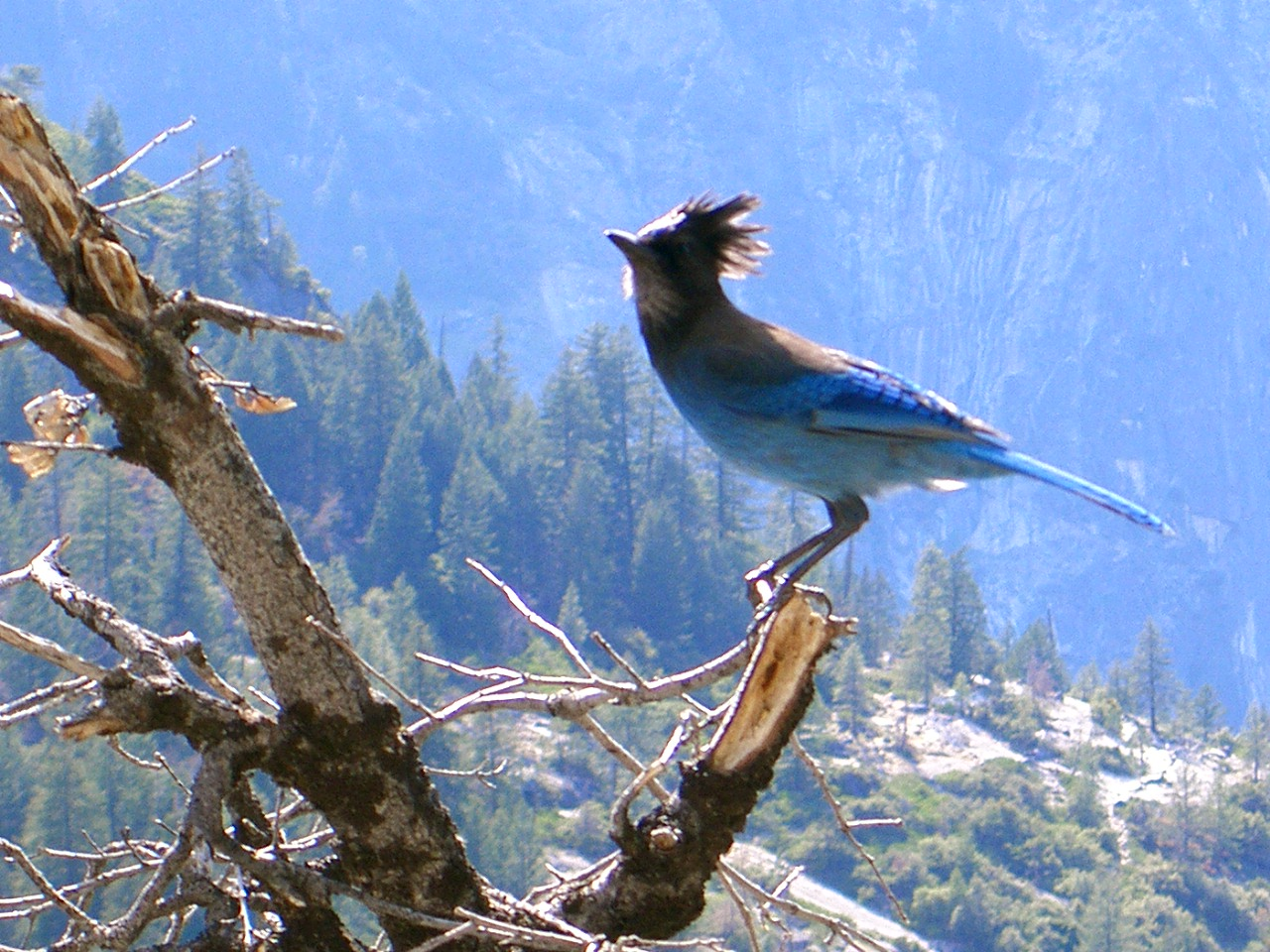
Granskrika (Cyanocitta stelleri), Nordamerika.
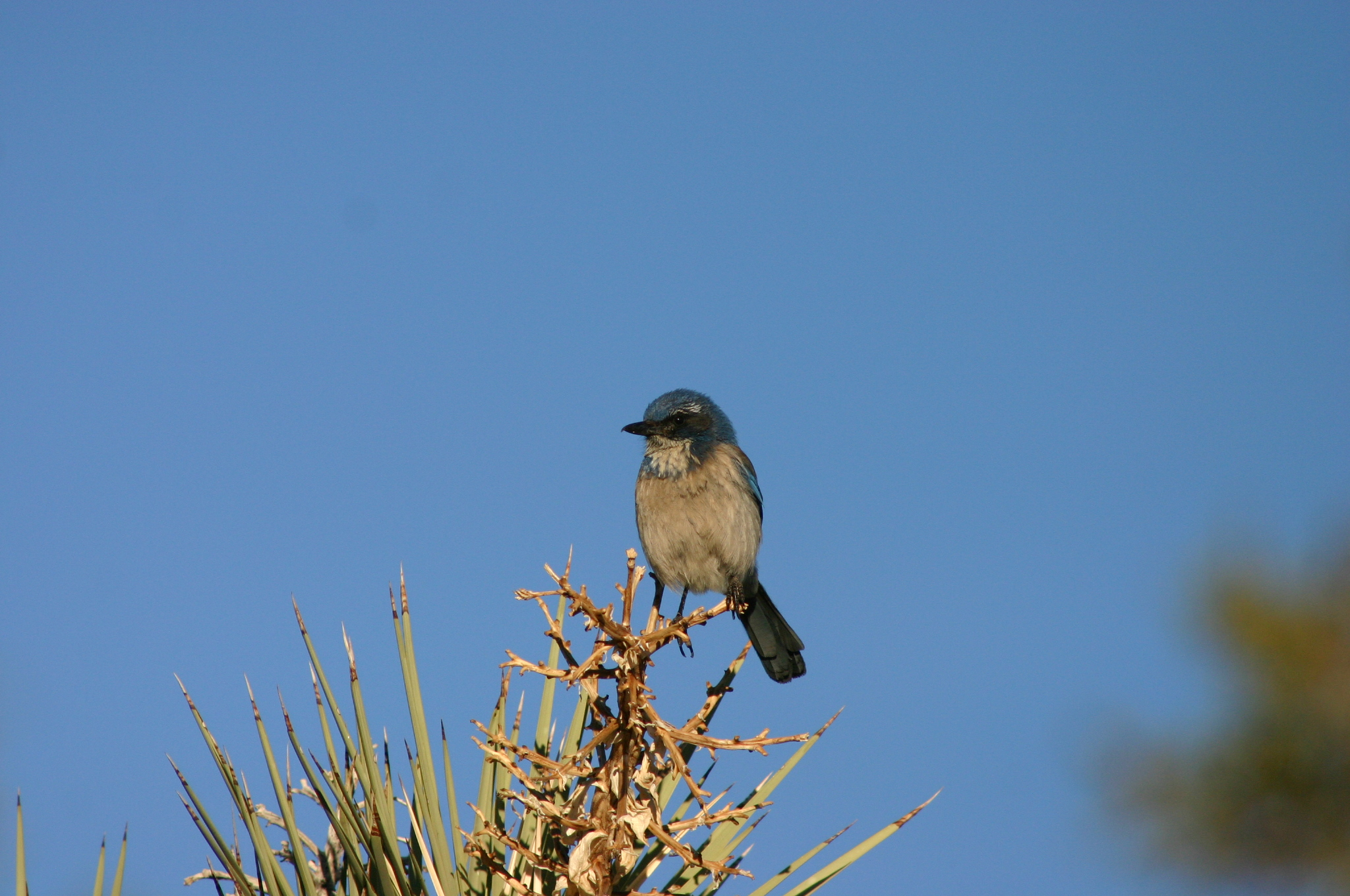
Västlig snårskrika (Aphelocoma californica), USA och Centralamerika.
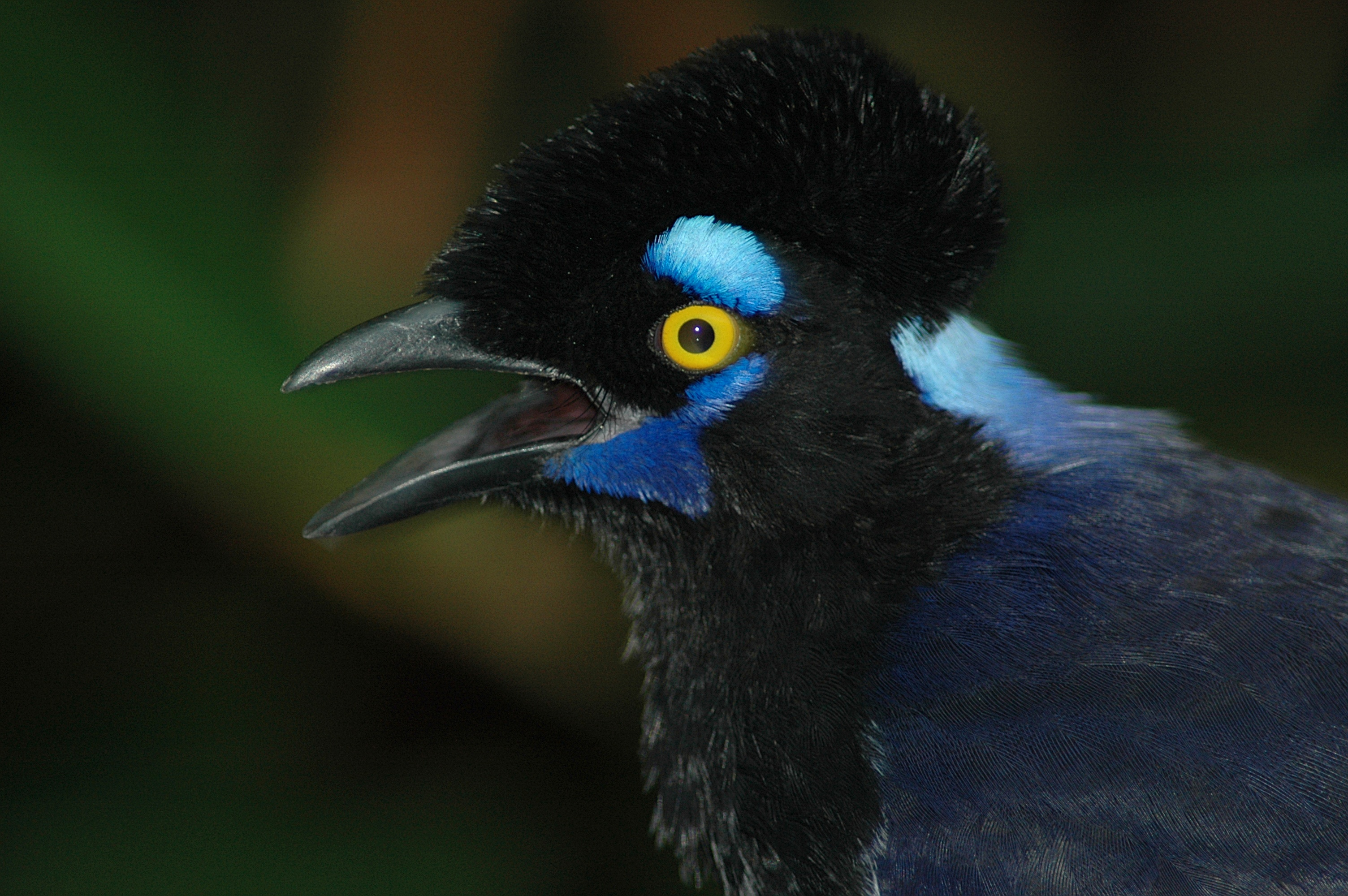
Plyschtofsskrika (Cyanocorax chrysops), Sydamerika.
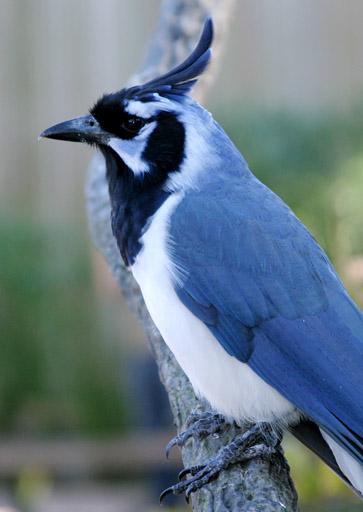
Svartstrupig skatskrika (Cyanocorax colliei), Centralamerika
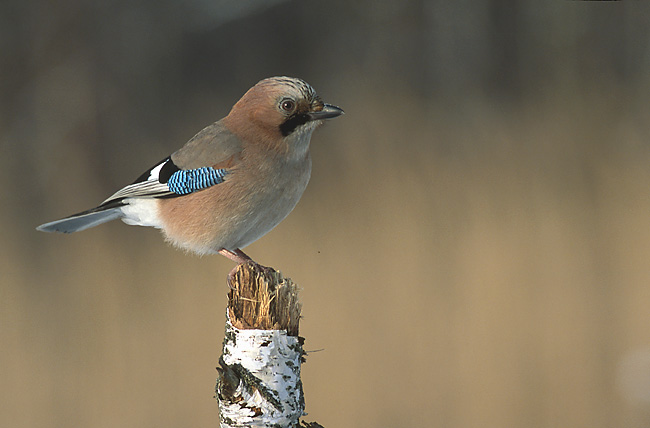
Nötskrika (Garrulus glandarius), Västpalearktis.
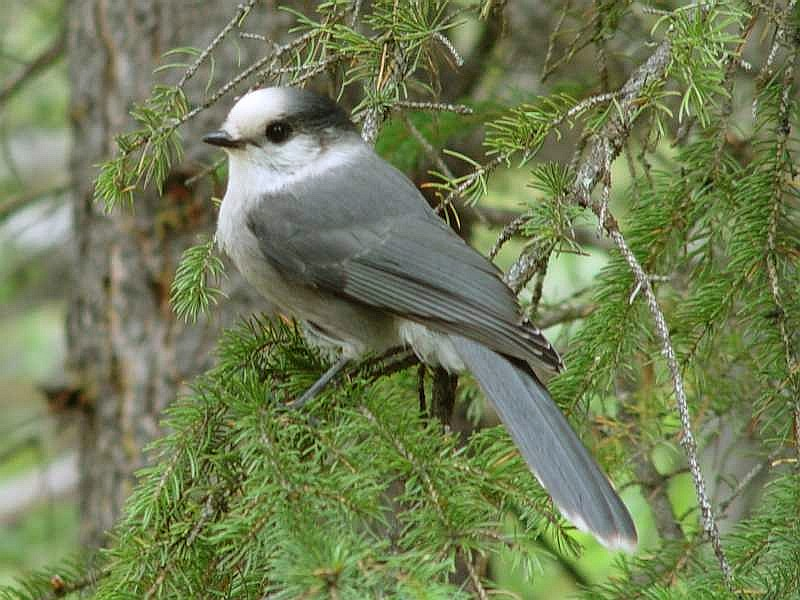
Grå lavskrika (Perisoreus canadensis), Nordamerika.
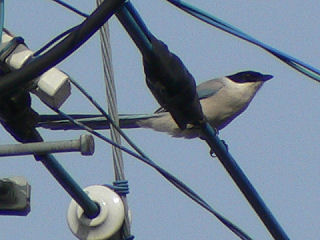
Östlig blåskata (Cyanopica cyanus) av underarten C. c. japonica, Japan.
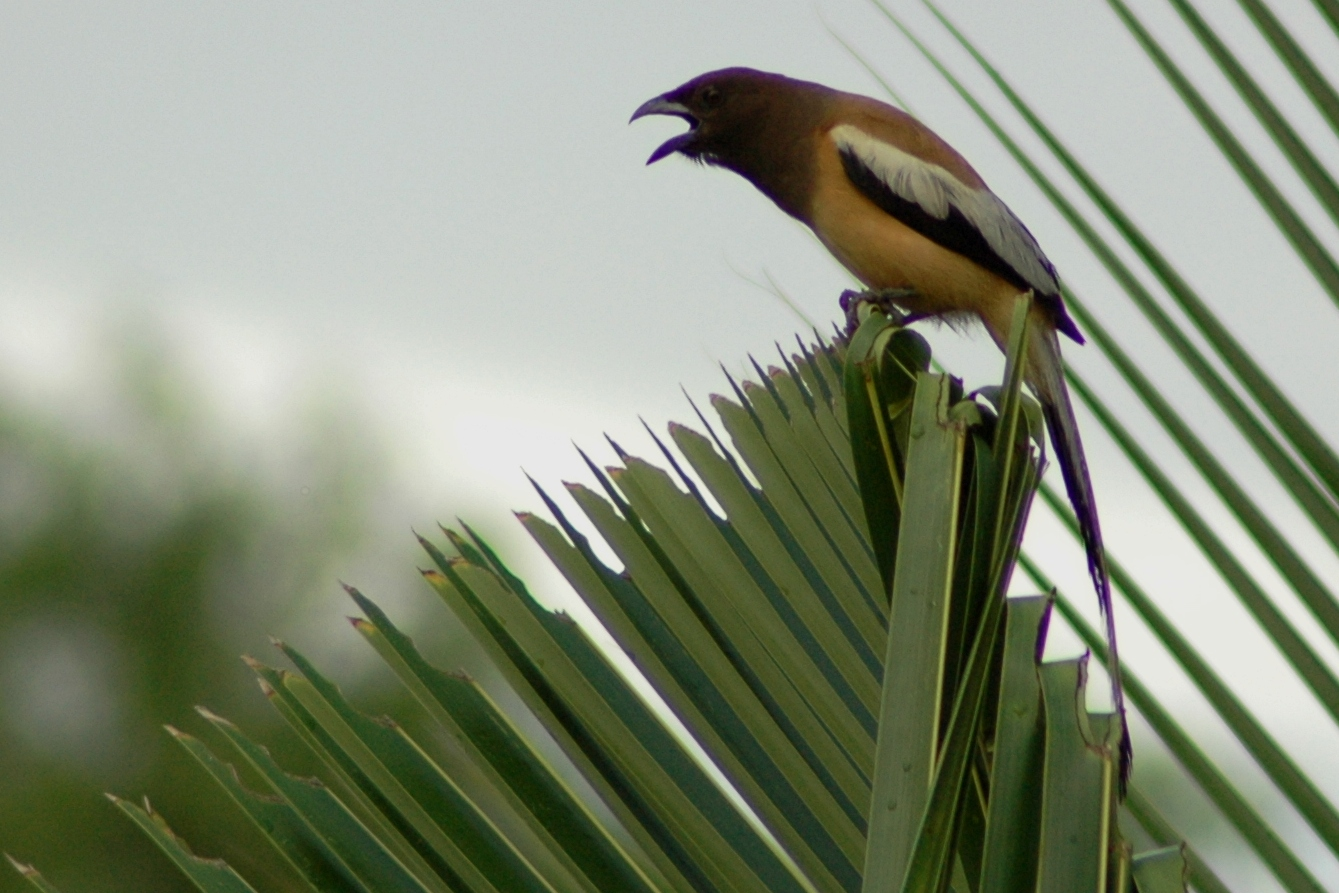
Ockrabukig trädskata (Dendrocitta vagabunda), Asien.
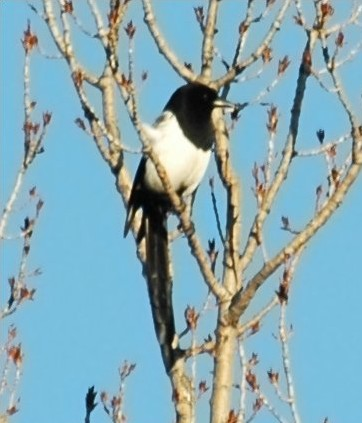
Skata (Pica pica) av underarten P. p. pica, Europa.
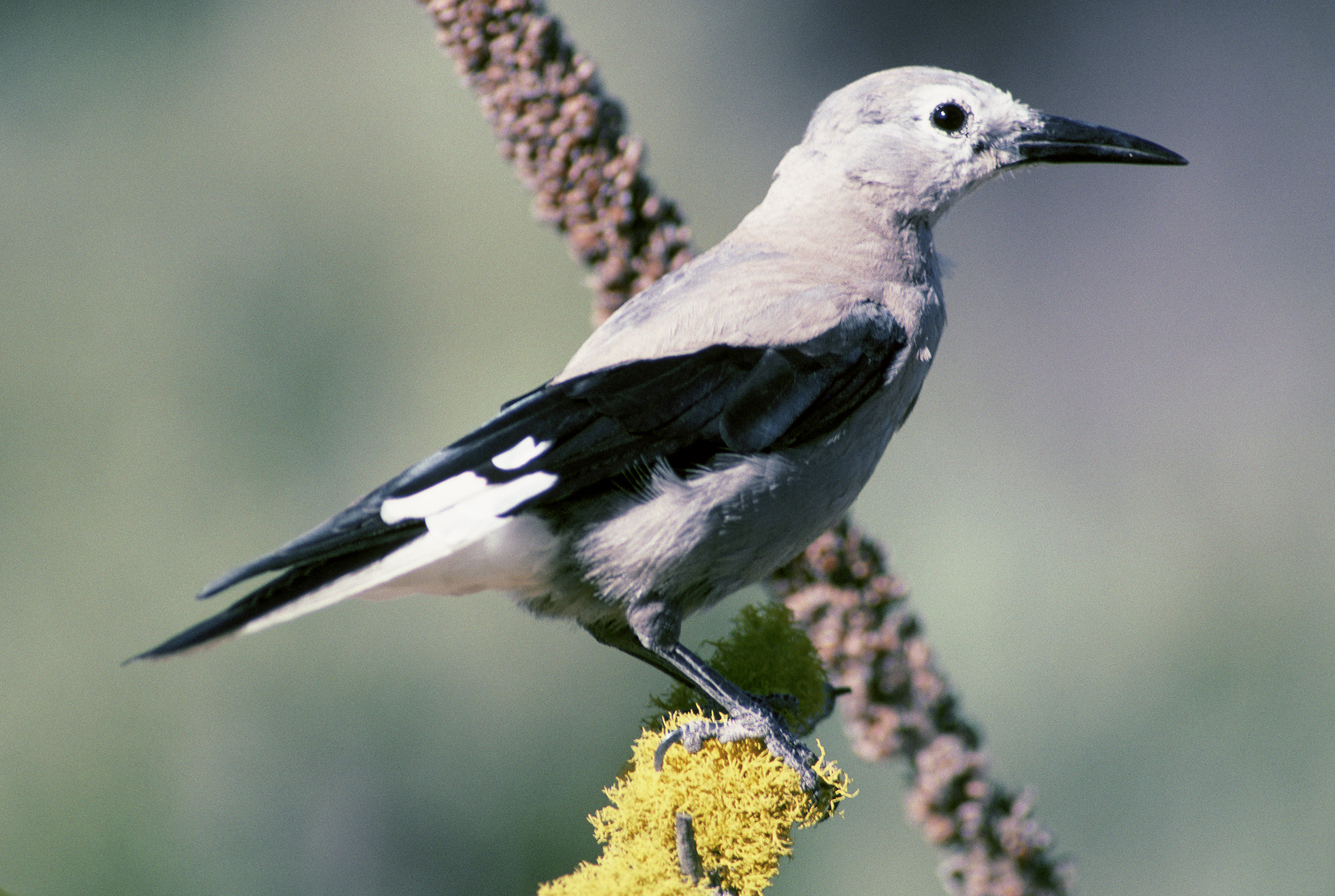
Grå nötkråka (Nucifraga columbiana), västra Nordamerika
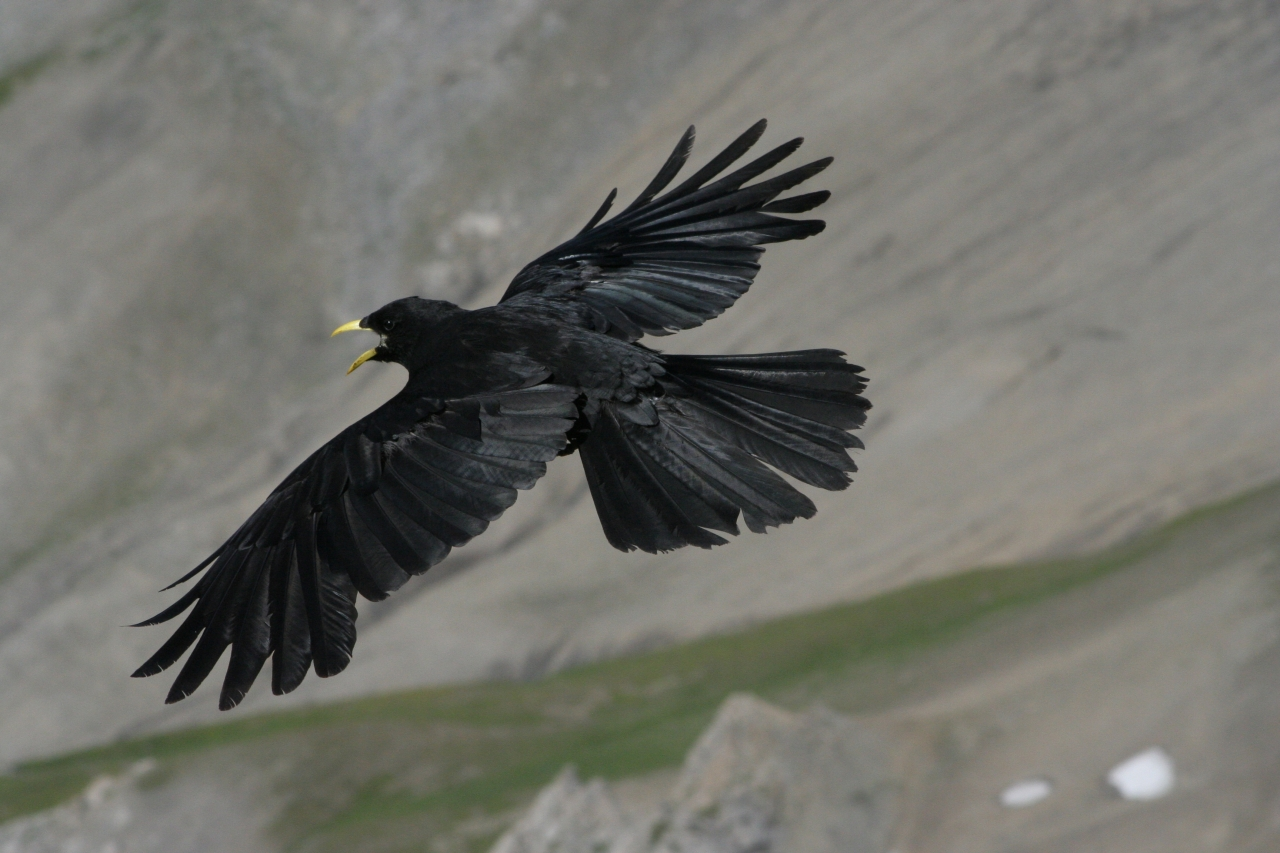
Alpkaja (Pyrrhocorax graculus), Europa och Asien.
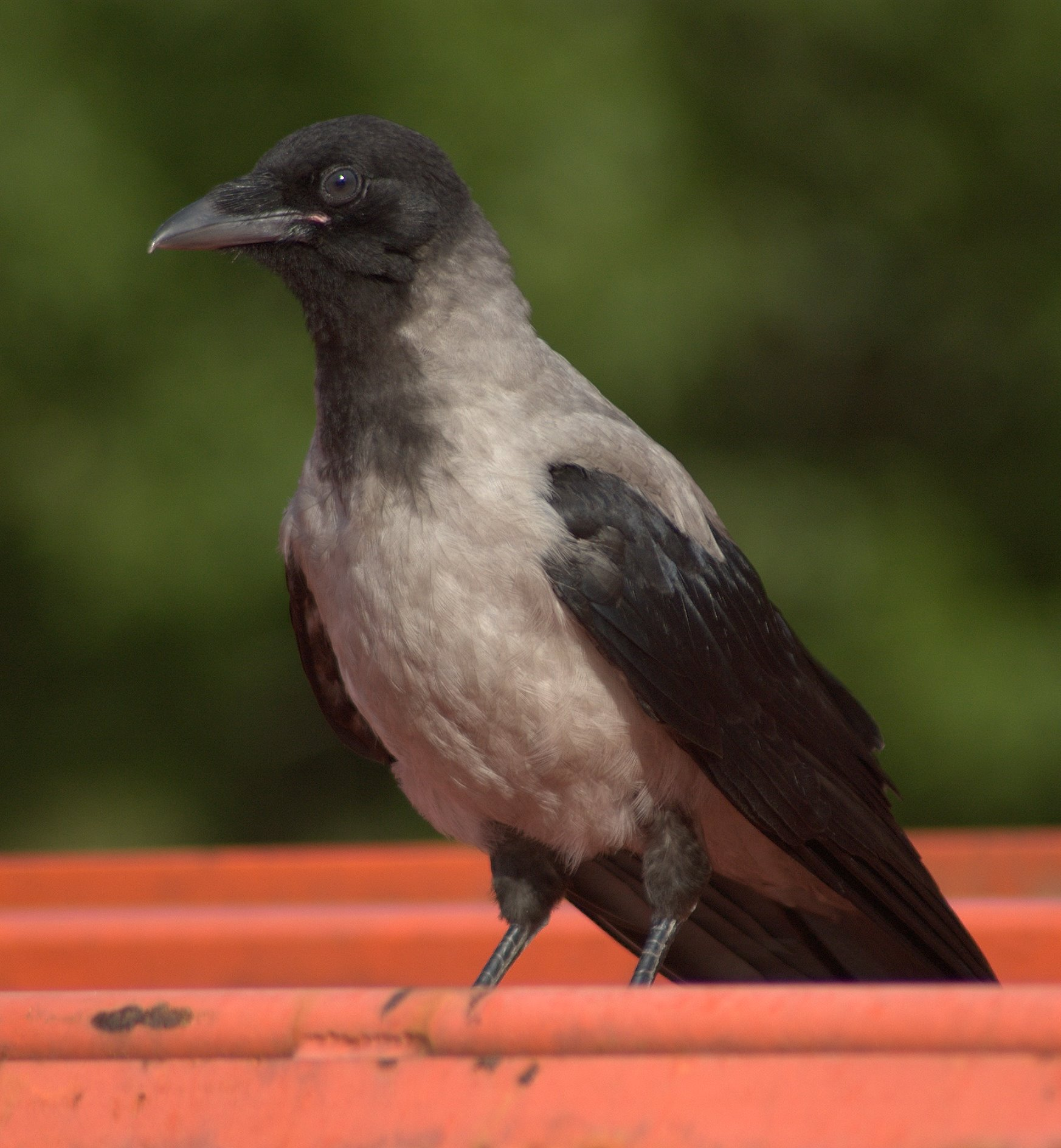
Kråka (Corvus cornix) av underarten C. c. cornix, Europa och Asien.
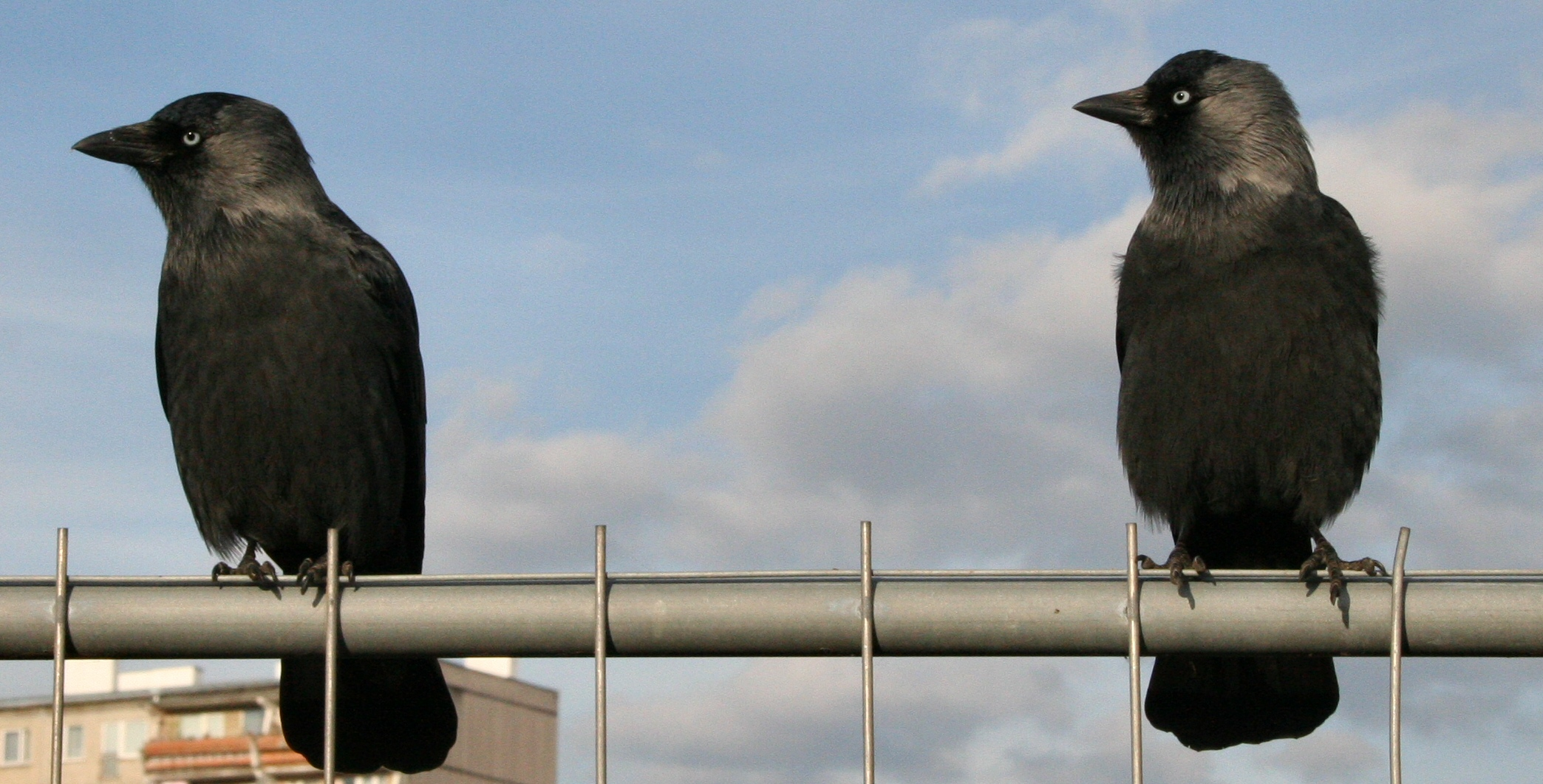
Kaja (Coloeus monedula) av underarten C. m. monedula, Skandinavien.
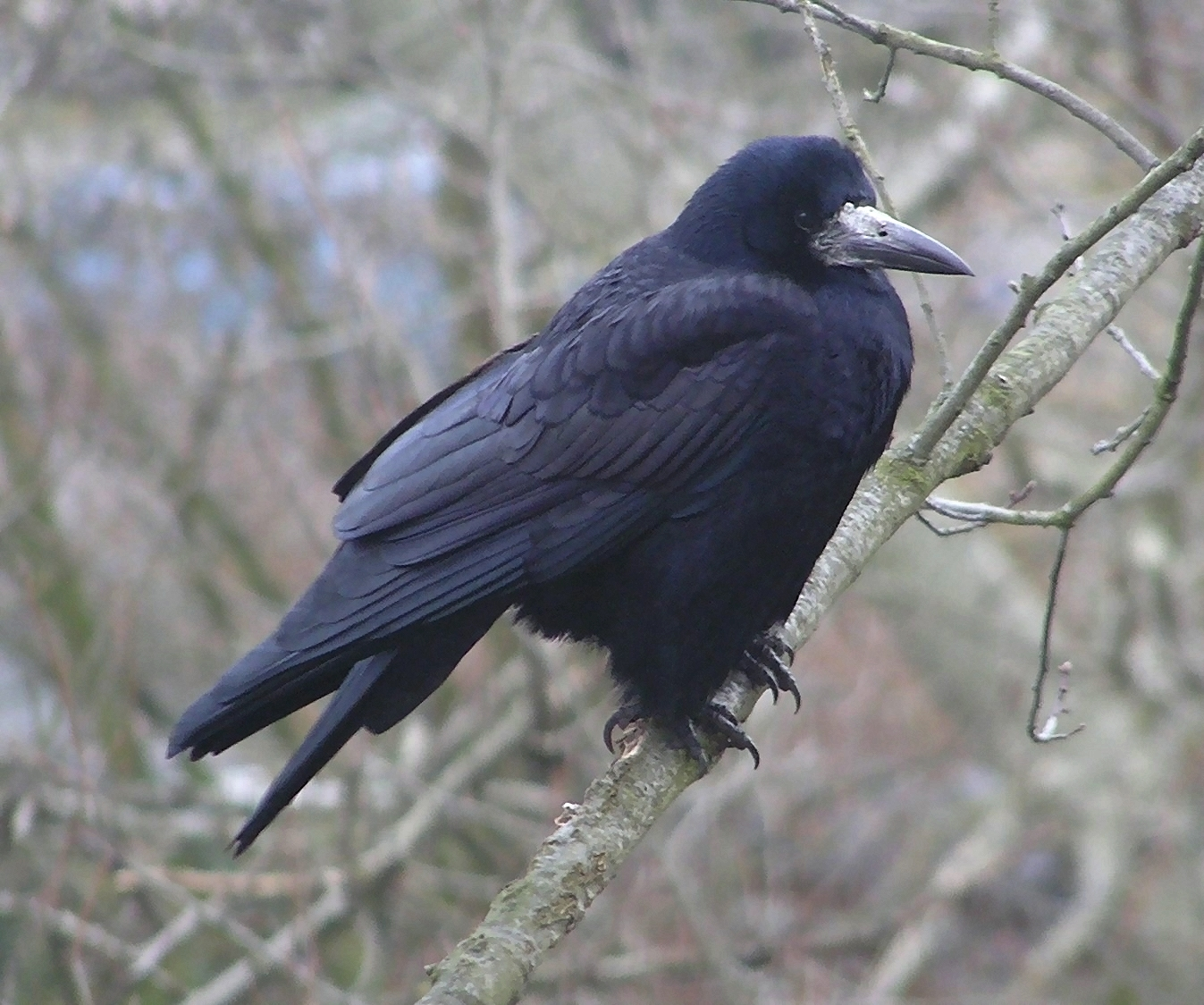
Råka (Corvus frugilegus), Europa och Asien.
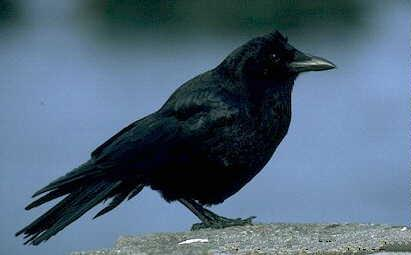
Amerikansk kråka (Corvus brachyrhynchos), Nordamerika.
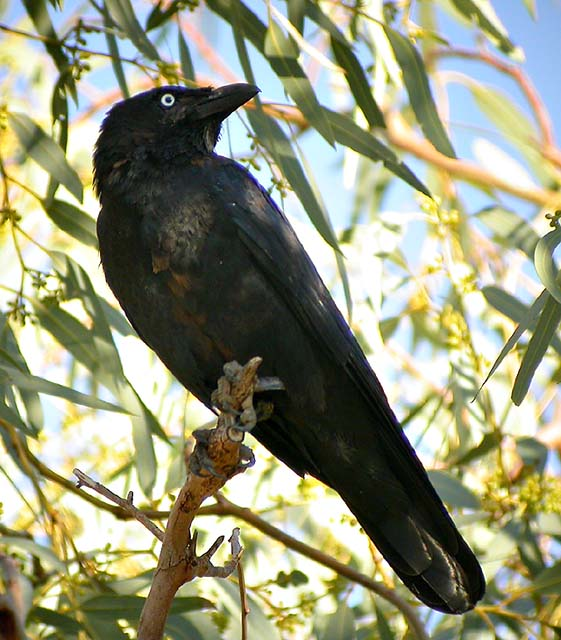
Mulgakråka (Corvus bennetti), Australien.